# Метилсилилтриизоцианат
Метилсилилтриизоцианат — химическое соединение,
алкил- и изоцианопроизводное моносилана
с формулой CH3Si(NCO)3,
бесцветная жидкость с резким запахом.

## Получение
- Реакция метилтрихлорсилана и цианата серебра в бензоле:

{\displaystyle {\mathsf {CH_{3}SiCl_{3}+3AgNCO\ {\xrightarrow {40^{o}C}}\ CH_{3}Si(NCO)_{3}+3AgCl}}}

## Физические свойства
Метилсилилтриизоцианат образует бесцветную жидкость с резким запахом.
Гидролизуется в воде и влажном воздухе.
Растворяется в инертных органических растворителях.